# جابولاني لانجا
جابولاني لانجا (مواليد 7 نوفمبر 1994) هو لاعب كرة قدم ملاوي.

## وصلات خارجية
- جابولاني لانجا على موقع رابطة كرة القدم اليابانية للمحترفين (اليابانية)
- جابولاني لانجا على موقع قاعدة بيانات كرة القدم.إي يو (الإنجليزية)
- جابولاني لانجا على موقع ناشيونال فوتبول تيمز (الإنجليزية)
- جابولاني لانجا على موقع Soccerway.com (الإنجليزية)
- جابولاني لانجا على موقع عالم كرة القدم.نت (الإنجليزية)